# Montserrat Domínguez
Montserrat Domínguez (Madrid, 1963) és una periodista espanyola. Dirigeix  El Huffington Post, l'edició espanyola del diari digital estatunidenc The Huffington Post.

## Biografia
Va estudiar ciències de la informació per la Universitat Complutense de Madrid. Posteriorment va cursar un màster en periodisme per la Universitat de Colúmbia. La seva carrera com a periodista es va iniciar en els informatius de Radio España el 1987. Ha treballat a Efe, Canal +, Telecinco, Antena 3 i la Cadena SER.
Ha presentat els informatius de cap de setmana i de l'edició de nit de Noticias. De 2001 a 2004 va presentar la tertúlia matinal La mirada crítica. Des de l'any 2012 col·labora en la tertúlia política del matinal El programa de Ana Rosa.
El 2004 va abandonar La mirada crítica i va deixar el seu lloc a Vicente Vallés per dirigir i presentar un programa homòleg a Antena 3 anomenat Ruedo ibérico, juntament amb la direcció de Las Noticias de la Mañana. El programa s'ocupava de l'actualitat social i política, amb entrevistes, connexions en directe i una taula de tertúlia. El programa va deixar d'emetre's al final de 2006. A partir d'aquest moment, va realitzar diversos documentals especials, entre ells Cambio Climático: el Impacto en España, que es va emetre en horari de màxima audiència el maig de 2007.
El setembre de 2007 va fitxar com a col·laboradora especial de la Cadena SER, emissora de ràdio on realitza reportatges i anàlisis de l'actualitat en el magazín matinal diari Hoy por hoy, que presentava i dirigia Carles Francino, i a A vivir que son dos días, el magazín matinal del cap de setmana que presentava i dirigia Àngels Barceló.
El 15 de novembre de 2007 va ser triada per substituir Àngels Barceló, nomenada nova directora d'Hora 25, al capdavant d'A vivir que son dos días, tasca que va exercir de gener de 2008 a maig de 2012.
Així mateix, també és columnista de La Vanguardia. Des de 2012, dirigeix el diari digital El Huffington Post.